# Xica da Silva (película)
Xica da Silva es una película brasileña de 1976 dirigida por Carlos Diegues, basada en el libro homónimo de João Felício dos Santos.
Cuenta la historia de la esclava Chica da Silva.